# Alipumilio femoratus
Alipumilio femoratus är en tvåvingeart som beskrevs av Shannon 1927. Alipumilio femoratus ingår i släktet Alipumilio och familjen blomflugor. Inga underarter finns listade i Catalogue of Life.